# Izudyr (cràter)
Izudyr és un cràter d'impacte en el planeta Venus de 6,6 km de diàmetre. Porta el nom d'un antropònim txeremís, i el seu nom va ser aprovat per la Unió Astronòmica Internacional el 1997.